# Кроз (Дзауский район)
Кроз (осет. Къроз, груз. ქროზა — Кроза) — село в Закавказье, расположено в Дзауском районе Южной Осетии, фактически контролирующей село; согласно юрисдикции Грузии — в Джавском муниципалитете.
Входит в состав Хвцевской сельской администрации в РЮО.

## География
Село расположено в 2 км к юго-востоку от села Хвце и в 4 км в востоку от райцентра посёлка Дзау, на левом берегу реки Гудисидон (левом притоке реки Большая Лиахви).

## Население
В 1987 году в селе Кроза проживало 80 человек. По переписи 2015 года численность населения с. Кроз составила 58 жителей.